# Hypothèse de simulation

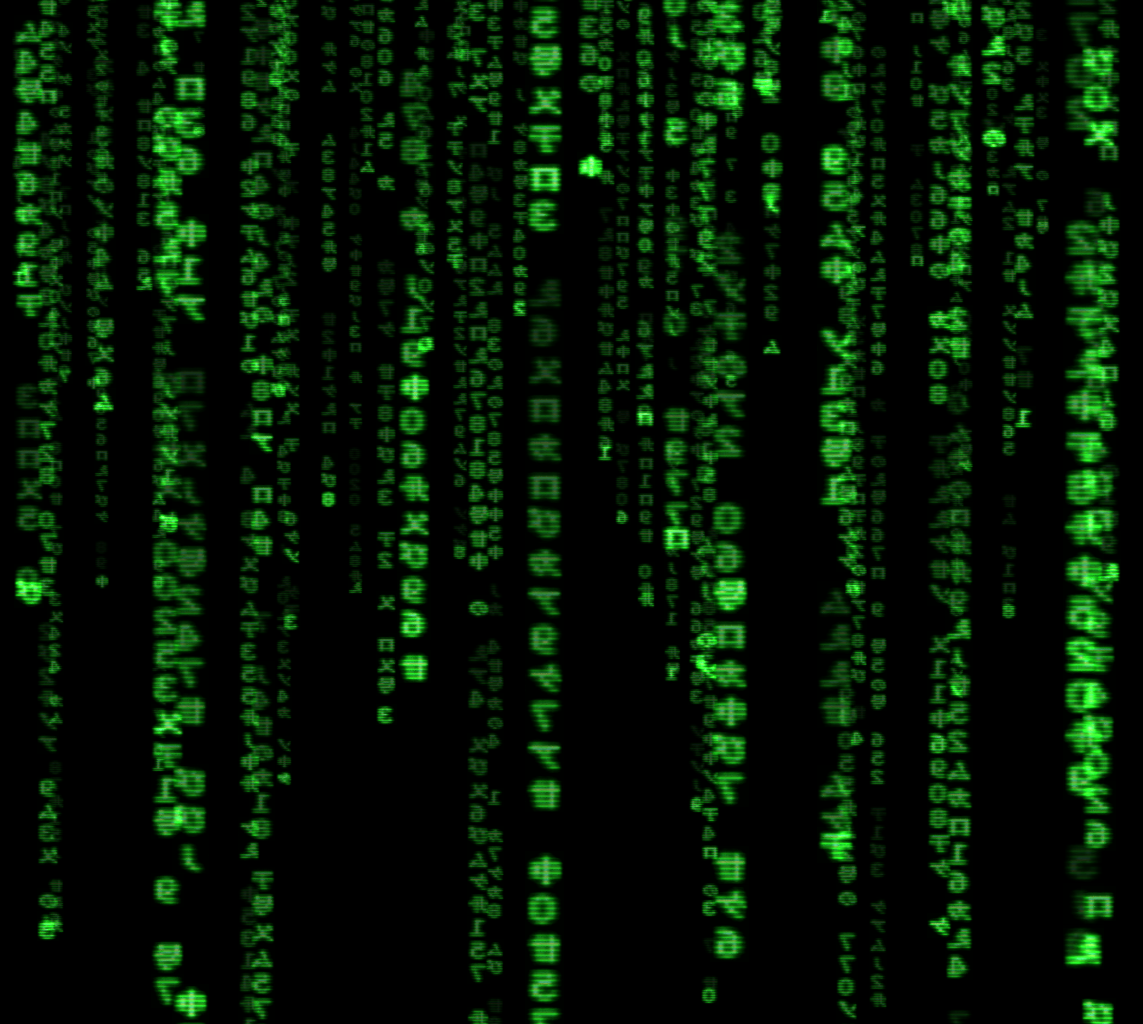
The Matrix - Capture d'écran du célèbre économiseur d'écran GLMatrix.

L'hypothèse de simulation énonce que ce dont les êtres sentients font l'expérience est en fait une réalité simulée, telle qu'une simulation informatique dans laquelle les êtres sentients sont eux-mêmes construits. Cette hypothèse repose elle-même sur le développement de la réalité simulée, actuellement considérée comme une technologie fictive qui fait l'objet de nombreuses œuvres de science-fiction, telles que Matrix, Star Trek, eXistenZ, Passé virtuel, ou encore Simulacron 3.
L'hypothèse de simulation se présente au départ comme une hypothèse sceptique, voire de conspiration, proposition parmi bien d'autres explorant des réponses sur la nature de la réalité face aux questions philosophiques classiques : Qui sommes-nous, d'où venons-nous, où allons-nous ?. Toutes explorent le rapport d'une réalité vécue comme complexe à une possible illusion plus simple à créer. On retrouve des idées similaires dans les Méditations métaphysiques de René Descartes, l'immatérialisme de George Berkeley, le phénoménisme, ou encore avec l'argument du rêve et Tchouang-Tseu, qui s'est demandé s'il est un homme ayant rêvé qu'il était papillon ou s'il n'est pas plutôt ce papillon en train de rêver qu'il est Tchouang Tseu.
L'hypothèse de simulation est devenue sujet de nombreux débats mêlant philosophie et sciences cognitives dans un cadre futurologique, en particulier transhumaniste, grâce au travail de Nick Bostrom entre autres,. En 2001, Nick Bostrom a proposé l'argument de la simulation, qui suggère que si les civilisations futures deviennent capables de créer des simulations conscientes, alors elles pourraient en générer un si grand nombre qu'une entité consciente choisie au hasard serait presque certainement dans une simulation. L'argument présente un trilemme : soit de telles simulations ne sont pas créées en raison de limitations technologiques ou d'autodestruction, ou bien les civilisations avancées choisissent de ne pas les créer ; ou nous vivons presque certainement dans l'une d'elles. Cela suppose que la conscience ne se limite pas aux cerveaux biologiques, et peut émerger sur d'autres systèmes qui mettent en œuvre les structures et processus computationnels appropriés,.

## L'argument du rêve
L'argument du rêve stipule qu'aucune technologie futuriste n'est nécessaire pour créer une réalité simulée, et que seul un cerveau humain est nécessaire. Plus spécifiquement, la capacité à créer des réalités simulées durant le sommeil paradoxal affecte statistiquement la probabilité que notre propre réalité soit simulée.
Cet argument est évoqué par Jean Cocteau dans son Orphée : « Certains disent que nous sommes juste son rêve. Son mauvais rêve ».
La vie est un songe de Calderon de la Barca tourne également autour de cette idée.